# 3074 Popov
3074 Popov este un asteroid din centura principală, descoperit pe 24 decembrie 1979 de Liudmila Juravliova.